# Rachel Covey
Rachel Covey (née le 15 juin 1998 à New York) est une actrice américaine.

## Biographie
Rachel Covey a effectué ses études à Dalton School (2012-2016) puis a obtenu un B.A de théâtre et sociologie à l'Université de Northwestern (2016-2020). 
Rachel Covey a commencé sa carrière d'actrice à quatre ans dans des films publicitaires, notamment pour Cherios ou Lowes Homes Improvement. Puis elle a joué dans des films à succès comme Il était une fois de Kevin Lima, produit par Walt Disney Pictures.

## Filmographie
- 2005 : Duane Hopwood de Matt Mulhern : Kate
- 2007 : Il était une fois de Kevin Lima : Morgan Philip
- 2022 : Il était une fois 2 de Adam Shankman : une fille de Monrolasia[2]